# Lixfeld
Lixfeld (mundartlich Läisfäld) ist ein Dorf im Hessischen Hinterland und als solches ein Ortsteil der Gemeinde Angelburg im mittelhessischen Landkreis Marburg-Biedenkopf.

## Geographie
Lixfeld liegt im oberen Gansbachtal, das bei Niedereisenhausen in die Perf entwässert, ca. 10 km nordöstlich entfernt von Dillenburg. Der Ort grenzt im Osten an die Gemeinde Eschenburg (mit den Ortsteilen Hirzenhain und Simmersbach) im Lahn-Dill-Kreis sowie an den Ort Frechenhausen, der ebenfalls zur Gemeinde Angelburg gehört. Auf dem Berg Angelburg, der rund zwei Kilometer entfernt in südöstlicher Richtung bereits im Lahn-Dill-Kreis auf der Gemarkung von Hirzenhain liegt, steht der Fernsehturm Angelburg.

## Geschichte
Der Ort liegt im ältesten Siedlungsgebiet an der oberen Lahn und wurde im Codex Eberhardi eines Fuldaer Mönches und nach einer bei Gudenius angeführten Urkunde von 1238 erstmals erwähnt. Woher der Name kommt, konnte noch nicht eindeutig bestimmt werden. Nach Reimers Ortslexikon heißt der Ort 1238 Lixfeld, 1334 Lykisuelt, 1346 wurde er als Litzfeld bzw. Lixfeld bezeichnet, im Jahr 1413 als Lexfeld, 1452 wurde der Ort als Lixfellt bezeichnet und schließlich 1499 Lecsfeld, Lichsfeld sowie Lysfeldt.
Lixfeld war Teil der Territorialherrschaft Wittgenstein. Grabungen am Kirchberg ergaben, dass hier an einem Taldurchgang der Hessenstraße eine Turmburg am Ende des 9. oder Anfang des 10. Jahrhunderts erbaut wurde. Auf der Wasserscheide Gansbach/Siegbach (Aar)/Salzböde, ca. 2,5 km südlich, verlief im Schelderwald die ehemals sehr bedeutende Köln-Leipziger-Fernhandelsstraße, auch Brabanter Straße genannt. Ein von ihr abzweigender Seitenstrang führte auch durch Lixfeld. Lixfeld war einer der ältesten Sitze eines frühmittelalterlichen Gerichtes und hatte im frühen Mittelalter seine Blütezeit. Auf seiner Burg kehrte der kaiserliche Gaugraf ein und hielt auf dem Thingplatz unter der einer großen Linde Beratungen mit den freien Männern ab und hielt Gericht. Die Burgherren zwangen die Händler, die über die Hessenstraße zogen, Zoll zu zahlen. In den Wäldern standen Meiler, in den Tälern wurden Rennfeuer und Waldschmieden betrieben. Der Handel blühte in der Frühzeit. Mit Beginn der Entwicklung der Territorialherrschaft kam die Zent Lixfeld in den Besitz der Grafen von Battenberg.
Zuerst 1238 wurde das Zentgericht der Grafschaft Battenberg (Eder) genannt, die von Hessen eigenmächtig in Besitz genommen war. 1238 verkauften diese es an das Erzstift Mainz. Die von Lixfeld und die Döring besaßen ab 1246 das Gericht als Ganerben.
Von 1321 bis 1323 wurde die Turmburg Lixfeld für kirchliche Zwecke umgebaut, 1334 wird erstmals ein „pastor von Lykisuelt“ und 1358 wird eine Pfarrkirche erwähnt. Die Kirche stand unter dem Dekanat Breidenbach und das Patronat besaßen 1358 die von Hohenfels und die Döring.

„Lixfeld (L. Bez. Gladenbach) evangel. Pfarrdorf; liegt 3 St. von Gladenbach, und gehört dem Freiherrn von Breidenstein, hat 63 Häuser und 357 Einwohner, die alle evangelisch sind. Man findet 1 Kirche, 3 Mahlmühlen mit 1 Oelmühle, und zwei Eisengruben, von welchen aber nur noch eine im Betrieb ist, die einen guten dichten Rotheisenstein liefert, der auf der Ludwigshütte geschmolzen wird. Auf der westlichen Seite des Orts wurden schon 1626 Eisensteine gebrochen, die auf der Biedenkopfer Hütte geschmolzen wurden. Auch finden sich in der Nähe die Ueberreste eines alten Kupferbergwerks, in welchem schon 1660 geschürft wurde. – Lixfeld gehörte zum Kirchengebiet von Breidenbach. In diesem Orte bestand ein eigenes Gericht, wozu die Orte Frechenhausen, Gönnern, Oberhörle und Simmersbach gehörten.“

Am 1. April 1972 bildete Lixfeld, im Zuge der Gebietsreform in Hessen, durch den Zusammenschluss mit der Nachbargemeinde Frechenhausen die neue Gemeinde Angelburg.

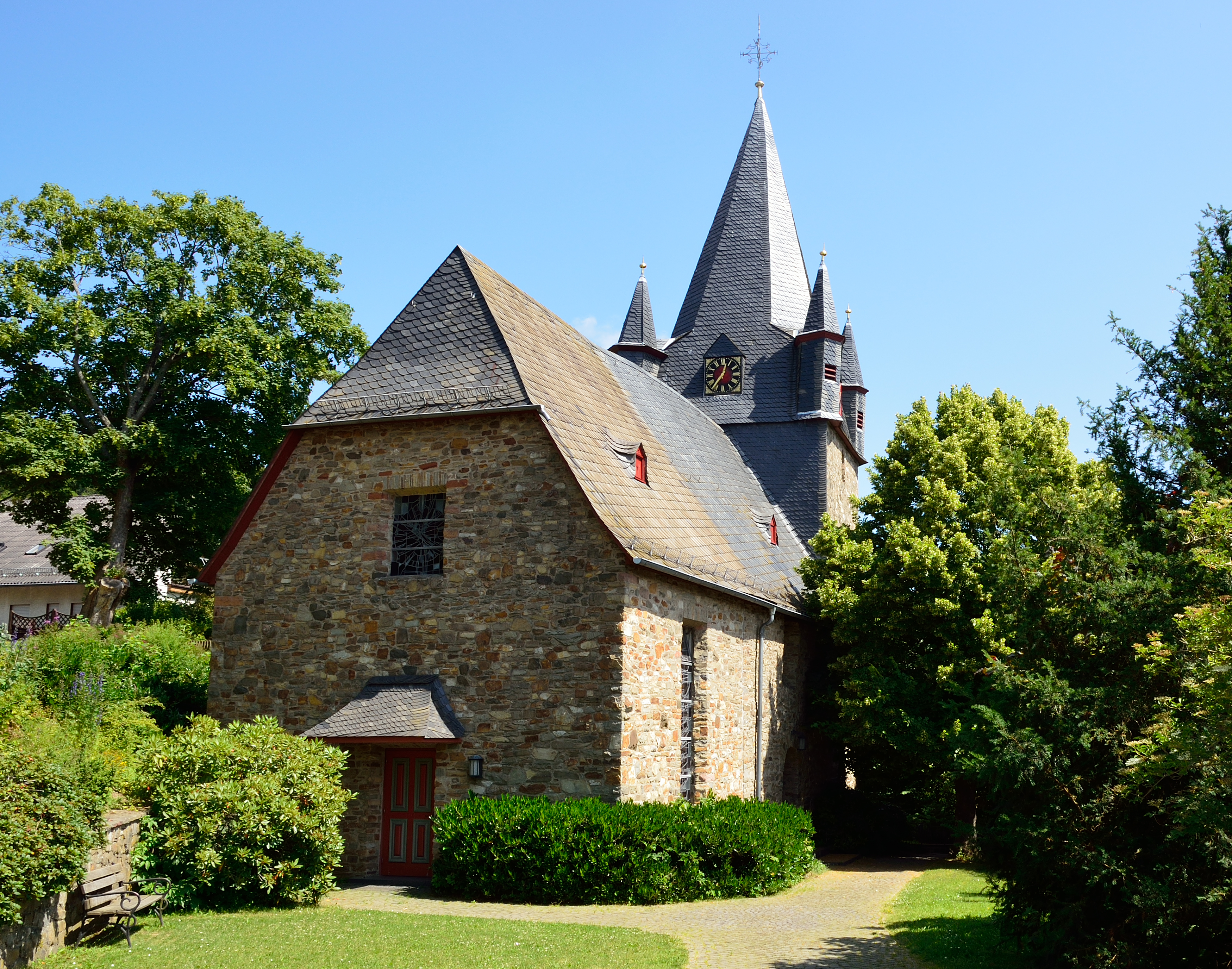
Die evangelisch-lutherische Pfarrkirche zu Lixfeld

### Geschlecht derer von Lixfeld

#### Vorgeschichte
Die Bedeutung des Ortes in vorgeschichtlicher und frühgeschichtlicher Zeit erklärt sich daraus, dass Lixfeld an der ältesten „Hessenstraße“, die im Mittelalter auch als „Siegen-Marburg Straße“, Köln-Leipziger-Straße oder Brabanter-Straße bezeichnet wurde, lag.
Im Laufe der Zeit vollzog sich ein Strukturwandel innerhalb des Bauernstandes. Es entwickelten sich allmählich aus dem freien Bauernstand freie bodenständige Grundherren. Das Geschlecht der Lixfeld ist hierfür ein typisches Beispiel. In der Zeit der Mainzer Oberhoheit in der Zent Lixfeld von 1238 bis 1346 erlangte ein freies Bauerngeschlecht die Führung der Dorfgemeinschaft und legte sich dessen Name zu. Zu Ererbtem kam erworbener Besitz und damit mehrten sich Ansehen und Einfluss. Aus Mainz erhielt man die Verwaltung des Zents, die Hegung des Gerichts sowie die Vogtstelle.
Besitz und Einfluss waren die Grundlage der Ritterbürtigkeit. Die erste urkundliche Erwähnung der von Lixfeld stammt vom 2. Januar 1346 mit dem Knappen Eberhard von Litzfeld. Dessen Söhne Anselm, Ludwig und Gerlach einigten sich mit dem Ritter Wernher Doring und dessen Söhnen, den Knappen Craft, Johann und Godebert, in ihrem Gericht Lixfeld als gute Ganerben friedlich miteinander zu leben, und, wenn sie das Gericht teilen würden, diese Teile wieder zusammen werfen zu wollen.
Die Zenteinteilung ist zwischenzeitlich mit der Gauverfassung gefallen und die Rechte der Zentgrafen sind auf die Gerichtsherren übergegangen. Sie umfassen Hoheits- und Steuergerechtsame.
Die Kirche war in diesen Erwerbungen nicht einbegriffen. Denn am 9. Mai 1359 bekannten Ritter Dietrich von Buchenau, und die Schöffen von Biedenkopf Heidrich der Junge, und Siegfried von Deckinbach, dass Ritter Dietrich von Hohenfels, der Wäppner Craft von Hohenfels der Junge, sowie die Brüder Widekind und Craft von Hohenfels, der Ritter Craft Doring, und der Wäppner Eberhard Doring die Kirche zu Lixfeld bisher ohne alle Ansprache Eberhards von Lixfeld besessen habe. Die Kirche blieb im Besitz von St. Stephan in Mainz.

#### Ritterliche Linien derer von Lixfeld
Der Stammherr war Eberhard von Lixfeld, (* 1346, † ca. 1370) und dessen Söhne: Anselm, Ludwig und Gerlach. Nachfolger wurde Ellung von Lixfeld mit dessen Ehefrau Catharina und Denhard von Lixfeld und seine Ehefrau Else.
Am 25. Juli 1378 versetzten Johann von Hohenfels gen. Rump (Sohn von Dietrich von Hohenfels gen. Lixfeld) und seine Frau Jutte ihren Teil des Gerichtes Lixfeld und ihren Zehnten zu Simmersbach an Ellung von Lixfeld und seine Frau Catharina, um 61 ½ Schilling Tornes. Am 31. Dezember 1379 versprach der Wäppner Johannes Rump von Hohenfels dem Ellung von Lixfeld die schuldigen 10 Flaschen vor der Einlösung des Gerichts zu zahlen.
Wäppner Johannes Rump von Hohenfels beurkundete am 31. Dezember 1380, „dass er an Ellung von Lixfeld 10 Goldgulden verschulde“. 1386 trat nach einer Urkunde neben den oben genannten Ganerben im Gericht Lixfeld jetzt ein Gerhard Wolf von Selbach auf, der wiederum seine Gerechtsame an Wilhelm von Selbach unter Einschluss alle Gülde, Erbe, Gefälle, Zinsen und Gut im Gericht zu Lixfeld mit Genehmigung der Ganerben verkaufte. In der Zeit um 1390 hatte das Geschlecht vermutlich im weiteren Umkreis den meisten Einfluss auf die Politik.
Aber in einem Gefecht mit dem mächtigen Geschlecht der Grafen von Solms in der Gegend von Wetzlar war Denhard von Lixfeld verwickelt und musste die Urfehde schwören.
1393 gelobte, Denhard von Lixfeld, „wider die Gebr. Grafen Otto und Johann von Solms nicht handeln zu wollen“. Das schwören der Urfehde scheint für längere Zeit gleichbedeutend mit dem Verlust der Selbstständigkeit zu sein. Um das Verhängnis abzumildern, löste sich Denhard von Lixfeld vom väterlichen Sitz. Der Wäppner, gelobte, „wider den Grafen Otto von Solms und dessen Bruder Johann nicht handeln zu wollen“. Am 23. Mai 1394 versetzten „Denhard von Lixfeld, und seine Gattin Else an den Ritter Johann von Breidenbach, und dessen Gattin Benin, wegen 50 Schilling Tornos, die sie denselben verschulden, ihre Rechte an Leuten und Gütern im Gericht Lixfeld und Grund Breidenbach, wie es ihnen solche von Vater und Bruder auferstorben sind, für einen Hengst“.
1400 scheint es, dass die Ritter von Lixfeld ihre Selbstständigkeit verloren haben. Noch 1378 und 1380 wurde in Urkunden ein Graf von Hohenfels, genannt von Lixfeld, erwähnt. Es scheint ein Zweig derer von Hohenfels auch den Namen von Lixfeld geführt zu haben. Dietrich von Hohenfels gehörte zu der Ganerbschaft, die 1346 beschlossen wurde. Mit dem Vertrag treten die Ritter von Lixfeld 1394 in das Abhängigkeitsverhältnis zu den Rittern von Breidenbach und damit in das zu den Grafen von Sayn-Wittengestein, denn 1307 sind die Breidenbacher unter die Lehnshoheit der Wittgensteiner gekommen.
Elsa, Eberhards von Lixfeld Witwe, gab am 8. Juni 1400 ihre väterlichen und mütterlichen Güter ihres Sohnes Denhard Frau Elisabeth zum Wittum. Als Schutzwehr des Landes hat sich die Burg Tringenstein, der alte Murstein, lange Zeit zu Ehren gehalten. 1427 wurde die Burg von den Adligen in Haiger in einer Fehde gegen Nassau, belagert und berannt. Die Herren von Haiger mussten aber unverrichteter Sache wieder abziehen. Bei dieser Gelegenheit hatte Eberhard von Lixfeld, der auf der Seite Nassaus focht, gegen die Adligen von Haiger ein Pferd verloren. Zu Entschädigung dieses großen Verlustes hatte er sich in den Besitz der Güter und Renten von Hermann von Haiger im Amt Tringenstein gesetzt. Die Fehde Nassau-Haiger wird in einer Urkunde vom 10. September 1437 erwähnt. Laut der Urkunde dieser Fehde gab 1436 die Witwe von Denhard von Lixfeld, einem Sohn von Eberhard von Lixfeld, diese Güter und Renten zu Ibernthal, Eisenroth und Eigershausen an Heiderich von Haiger zurück.
Am 6. Februar 1453 ließ der Amtmann zu Nidda, Ludwig Döring, ein Weisstum aufstellen, dass die Vettern Ludwig und Henne Döring, Ludwig von Hohenfels, Gerlach und Johann von Breidenbach, rechte und redliche Junker sind daselbst am Gericht Lixfeld Ganerben waren. 1453 waren die Döring und von Hohenfels und von Breidenbach Gerichtsherren am Gericht Lixfeld. 1455 belehnte Sayn-Wittgenstein die Brüder Gerlach Denhard und Henne von Lixfeld, Gebrüder, mit dem Zentgericht zu Lixfeld.
Im Jahr 1461 verkauften die von Hohenfels 1/4 des Gerichts von Lixfeld an die von Bicken, die später die Hälfte als wittgensteiner Lehen besaßen, wie auch der Döringsche Anteil von Wittgenstein zu Lehen ging. Georg von Sayn, Graf zu Wittgenstein, belehnte 1497 den Ritter Gerlach von Breidenstein und seinen Bruder Philipp mit Teilen des Gerichtes Lixfeld. Damit wäre zu erklären, dass die Ritter von Lixfeld als Amtmänner des Grafen von Wittgenstein in der Nähe von Wiehl im Bergischen Land auftreten können.
1575–1590 erwarb Hessen Anteile des Gerichts zu Lixfeld, so dass 1629 Hessen 5/16, die von Bicken 9/16, die von Breidenbach 2/16 innehatten. An die Stelle der von Hohenfels traten 1577 die von Breidenbach in das Patronat der Kirche.
Ein adeliger Zweig, der seinen Sitz nahe der Grenze Nassau in Lixfeld hatte, bestand bis 1671:
- 1491–1498 Hen Lixfeld
- 1505–1517 Heinz von Lixfeld
- 1518–1519 Hans von Lixfeld
- 1555 Endres Lixfeld

### Territorialgeschichte und Verwaltung im Überblick
Die folgende Liste zeigt im Überblick die Territorien, in denen Lixfeld lag, bzw. die Verwaltungseinheiten, denen es unterstand:
- vor 1567 Heiliges Römisches Reich, Landgrafschaft Hessen, Amt Blankenstein, Grund Breidenbach
- ab 1567: Heiliges Römisches Reich, Landgrafschaft Hessen-Marburg, Amt Blankenstein, Grund Breidenbach[7]
- 1604–1648: Heiliges Römisches Reich, strittig zwischen Landgrafschaft Hessen-Darmstadt und Landgrafschaft Hessen-Kassel (Hessenkrieg)
- ab 1604: Heiliges Römisches Reich, Landgrafschaft Hessen-Kassel, Amt Blankenstein, Grund Breidenbach
- ab 1627: Heiliges Römisches Reich, Landgrafschaft Hessen-Darmstadt, Oberfürstentum Hessen, Amt Blankenstein, Grund Breitenbach (Obergericht; Gericht Lixfeld)[8][9]
- ab 1806: Rheinbund, Großherzogtum Hessen, Oberfürstentum Hessen, Amt Blankenstein[10]
- ab 1815: Deutscher Bund, Großherzogtum Hessen, Provinz Oberhessen, Amt Blankenstein[11]
- ab 1821: Deutscher Bund, Großherzogtum Hessen, Provinz Oberhessen, Landratsbezirk Gladenbach
- ab 1832: Deutscher Bund, Großherzogtum Hessen, Provinz Oberhessen, Kreis Biedenkopf
- ab 1848: Deutscher Bund, Großherzogtum Hessen, Regierungsbezirk Biedenkopf
- ab 1852: Deutscher Bund, Großherzogtum Hessen, Provinz Oberhessen, Kreis Biedenkopf
- ab 1867: Norddeutscher Bund, Königreich Preußen, Provinz Hessen-Nassau,  Regierungsbezirk Wiesbaden, Kreis Biedenkopf (übergangsweise Hinterlandkreis)[9]
- ab 1871: Deutsches Reich, Königreich Preußen, Provinz Hessen-Nassau, Regierungsbezirk Wiesbaden, Kreis Biedenkopf
- ab 1918: Deutsches Reich, Freistaat Preußen, Provinz Hessen-Nassau, Regierungsbezirk Wiesbaden, Kreis Biedenkopf
- ab 1932: Deutsches Reich, Freistaat Preußen, Provinz Hessen-Nassau, Regierungsbezirk Wiesbaden, Landkreis Dillenburg
- ab 1933: Deutsches Reich, Freistaat Preußen, Provinz Hessen-Nassau, Regierungsbezirk Wiesbaden, Landkreis Biedenkopf
- ab 1944: Deutsches Reich, Freistaat Preußen, Provinz Nassau, Landkreis Biedenkopf
- ab 1945: Amerikanische Besatzungszone, Groß-Hessen, Regierungsbezirk Wiesbaden, Landkreis Biedenkopf
- ab 1949: Bundesrepublik Deutschland, Land Hessen (seit 1946), Regierungsbezirk Wiesbaden, Landkreis Biedenkopf
- ab 1968: Bundesrepublik Deutschland, Land Hessen, Regierungsbezirk Darmstadt, Landkreis Biedenkopf
- am 1. April 1972 wurden Frechenhausen und Lixfeld zur neu gebildeten Gemeinde Angelburg zusammengeschlossen.
- ab 1974: Bundesrepublik Deutschland, Land Hessen, Regierungsbezirk Kassel, Landkreis Marburg-Biedenkopf
- ab 1981: Bundesrepublik Deutschland, Land Hessen, Regierungsbezirk Gießen, Landkreis Marburg-Biedenkopf

### Bevölkerung

#### Einwohnerentwicklung
Quelle: Historisches Ortslexikon
| • 1577: | 025 Hausgesesse                                                             |
| • 1630: | 024 Hausgesesse (5 zweispännige, 15 einspännige Ackerländer, 4 Einläuftige) |
| • 1677: | 021 Männer, 2 Witwen, 3 Jungmannschaften, 10 ledige Mannschaften            |
| • 1742: | 046 Haushalte                                                               |
| • 1791: | 286 Einwohner                                                               |
| • 1800: | 286 Einwohner                                                               |
| • 1806: | 346 Einwohner, 60 Häuser                                                    |
| • 1829: | 357 Einwohner, 63 Häuser                                                    |

| Lixfeld: Einwohnerzahlen von 1791 bis 2011 | Lixfeld: Einwohnerzahlen von 1791 bis 2011 | Lixfeld: Einwohnerzahlen von 1791 bis 2011 | Lixfeld: Einwohnerzahlen von 1791 bis 2011 | Lixfeld: Einwohnerzahlen von 1791 bis 2011 |
| --- | ------------------------------------------ | ------------------------------------------ | ------------------------------------------ | ------------------------------------------ |
| Jahr |                                            |                                            |                                            | Einwohner                                  |
| 1791 | 1791                                       |                                            | 286                                        | 286                                        |
| 1800 | 1800                                       |                                            | 286                                        | 286                                        |
| 1829 | 1829                                       |                                            | 357                                        | 357                                        |
| 1834 | 1834                                       |                                            | 370                                        | 370                                        |
| 1840 | 1840                                       |                                            | 395                                        | 395                                        |
| 1846 | 1846                                       |                                            | 415                                        | 415                                        |
| 1852 | 1852                                       |                                            | 420                                        | 420                                        |
| 1858 | 1858                                       |                                            | 442                                        | 442                                        |
| 1864 | 1864                                       |                                            | 331                                        | 331                                        |
| 1871 | 1871                                       |                                            | 318                                        | 318                                        |
| 1875 | 1875                                       |                                            | 366                                        | 366                                        |
| 1885 | 1885                                       |                                            | 436                                        | 436                                        |
| 1895 | 1895                                       |                                            | 492                                        | 492                                        |
| 1905 | 1905                                       |                                            | 560                                        | 560                                        |
| 1910 | 1910                                       |                                            | 707                                        | 707                                        |
| 1925 | 1925                                       |                                            | 747                                        | 747                                        |
| 1939 | 1939                                       |                                            | 840                                        | 840                                        |
| 1946 | 1946                                       |                                            | 1.124                                      | 1.124                                      |
| 1950 | 1950                                       |                                            | 1.153                                      | 1.153                                      |
| 1956 | 1956                                       |                                            | 1.136                                      | 1.136                                      |
| 1961 | 1961                                       |                                            | 1.181                                      | 1.181                                      |
| 1967 | 1967                                       |                                            | 1.310                                      | 1.310                                      |
| 1980 | 1980                                       |                                            | ?                                          | ?                                          |
| 1990 | 1990                                       |                                            | ?                                          | ?                                          |
| 2000 | 2000                                       |                                            | ?                                          | ?                                          |
| 2011 | 2011                                       |                                            | 1.242                                      | 1.242                                      |
| Datenquelle: Historisches Gemeindeverzeichnis für Hessen: Die Bevölkerung der Gemeinden 1834 bis 1967. Wiesbaden: Hessisches Statistisches Landesamt, 1968. Weitere Quellen: ; Zensus 2011 |                                            |                                            |                                            |                                            |

#### Religionszugehörigkeit
Quelle: Historisches Ortslexikon
| • 1829: | 0357 evangelische Einwohner                                      |
| • 1885: | 0435 evangelische, kein katholischer und ein jüdischer Einwohner |
| • 1961: | 1069 evangelische, 93 römisch-katholische Einwohner              |

#### Erwerbstätigkeit
Quelle: Historisches Ortslexikon
| • 1961: | Erwerbspersonen: 158 Land- und Forstwirtschaft, 321 produzierendes Gewerbe, 67 Handel und Verkehr, 40 Dienstleistungen und sonstiges. |

## Politik

### Ortsbeirat
- SPD: 2
- BGL/FWG: 2
- CDU: 1

Lixfeld verfügt als Ortsbezirk über einen Ortsbeirat, bestehend aus fünf Mitgliedern, dessen Vorsitzender ein Ortsvorsteher ist.

### Wappen
Am 28. Juni 1956 genehmigte der Hessische Minister des Innern das Wappen mit folgender Beschreibung:
| Wappen von Lixfeld | Blasonierung: „In Blau zwei abgekehrte goldene Halbmonde, darüber und darunter in der Mitte je ein goldener Stern.“ |
| Wappen von Lixfeld | Wappenbegründung: Das Wappen basiert auf einer der ältesten Versionen des Wappens der mittelalterlichen Herren von Lixfeld, die in der Ortsgeschichte eine große Rolle spielten. Das Wappen stammt von einem Siegel des Denhard von Lixfeld aus den Jahren 1394/1398. Vor 1956 hatte das Dorf weder Siegel noch Wappen. |

## Verkehr
Lixfeld liegt wie die anderen Ortsteile der Gemeinde Angelburg an der ehemaligen Scheldetalbahn Dillenburg–Wallau–Biedenkopf, die jedoch 1987 stillgelegt (erbaut: 1911/12) wurde. Die zugehörigen Gleisanlagen sind weitgehend abgebaut. Heute wird der öffentliche Nahverkehr mit Bussen und Anrufsammeltaxen (AST) betrieben. Als Hauptverkehrsstraße führt die Landesstraße 3042 (Schelde-Lahn-Straße) durch den Ort.